# Метициллин
Метициллин (Meticillin) — бета-лактамный антибиотик, пенициллинового ряда. В настоящее время метициллин больше не используется в медицине. В сравнении с другими пенициллинами, устойчивыми к бета-лактамазе, метициллин обладал меньшей активностью, однако мог использоваться лишь парентерально, и имел нежелательный побочный эффект — интерстициальный нефрит, сравнительно редко встречающийся у других пенициллинов. В настоящее время метициллин используют в лаборатории для определения чувствительности S. aureus к другим пенициллинам, устойчивым к бета-лактамазе. Метициллин хорошо проникает в ткани и жидкости, костную ткань, миндалины. Экскретируется с желчью (2—3 %) и мочой (60—70 % в активной форме). Метаболиты метициллина не обнаружены. 20—30 % метициллина метаболизируется в печени, остальное экскретируется почками. Благодаря тому, что имеет место не только почечная, но и печёночная экскреция, отсутствует необходимость коррекции режима дозирования при лёгкой почечной недостаточности.

## История
Метициллин был разработан фармакологической компанией Beecham в 1959 году. Препарат использовался для лечения инфекций, вызываемых грам-положительными бактериями, в частности, организмами, синтезирующими фермент бета-лактамазу, например Staphylococcus aureus, который нечувствителен к большинству пенициллинов. В настоящее время для клинических целей метициллин не используется.
Метициллин был заменен более стабильными антибиотиками — оксациллином, флюклоскациллином и диклоксациллином, термин метициллин-резистентный золотистый стафилококк (англ. MRSA) используют для обозначения штаммов Staphylococcus aureus, резистентных ко всем пенициллинам.

## Механизм действия
Как и другие бета-лактамные антибиотики, метициллин предотвращает синтез клеточной стенки бактерий. Препарат ингибирует образование перекрестных связей между линейными молекулами пептидогликана — основного компонента стенки грам-положительных бактерий. Метициллин связывает и конкурентно ингибирует фермент транспептидазу, которая образует перекрестные связи между (D-аланил-аланин) при синтезе пептидогликана. Метициллин и другие бета-лактамные антибиотики являются структурными аналогами D-аланил-аланина, и поэтому ингибируют фермент транспептидазу.